# Mummie guance

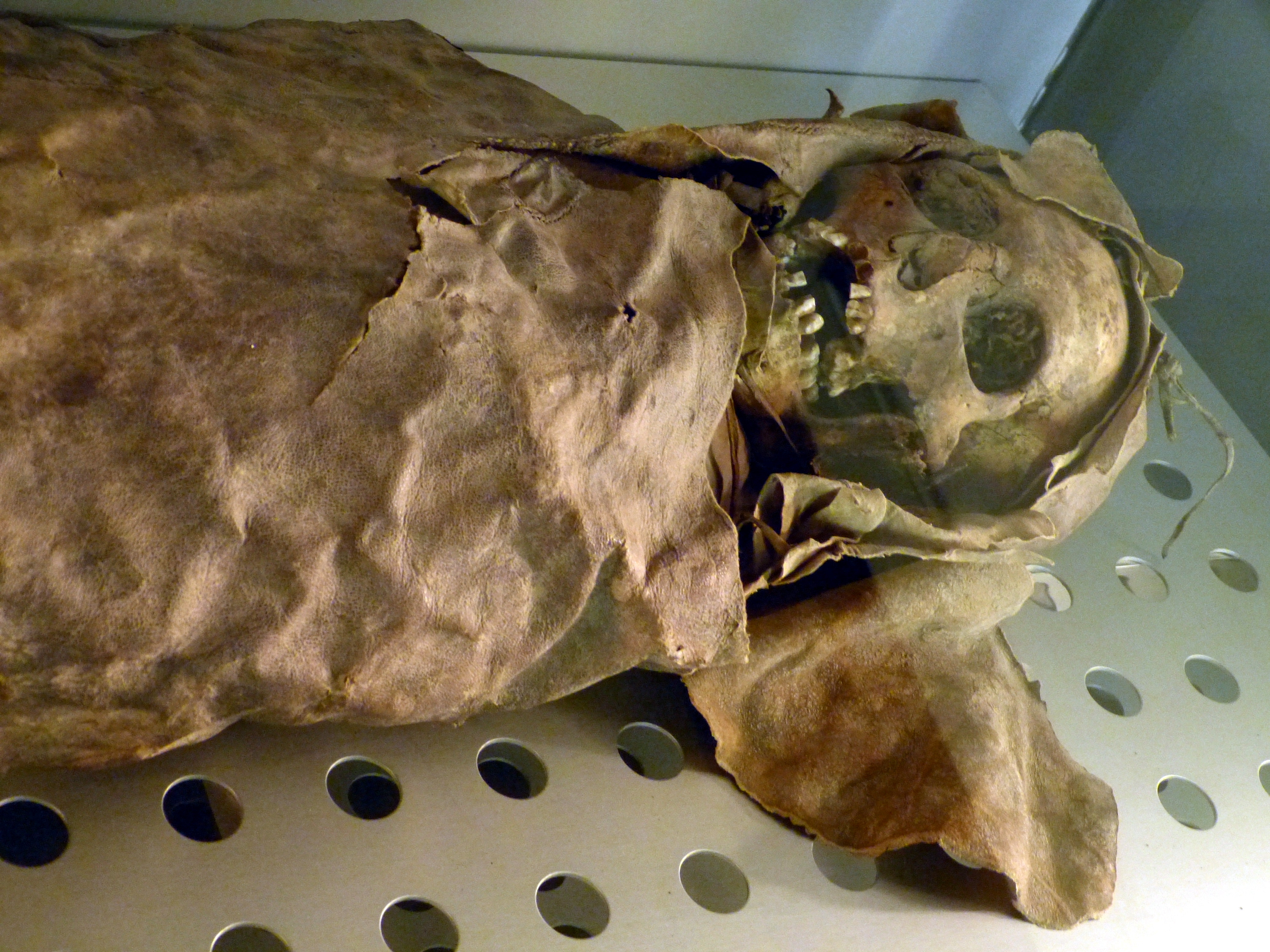
Mummia guancia nel Museo di natura e archeologia di Tenerife

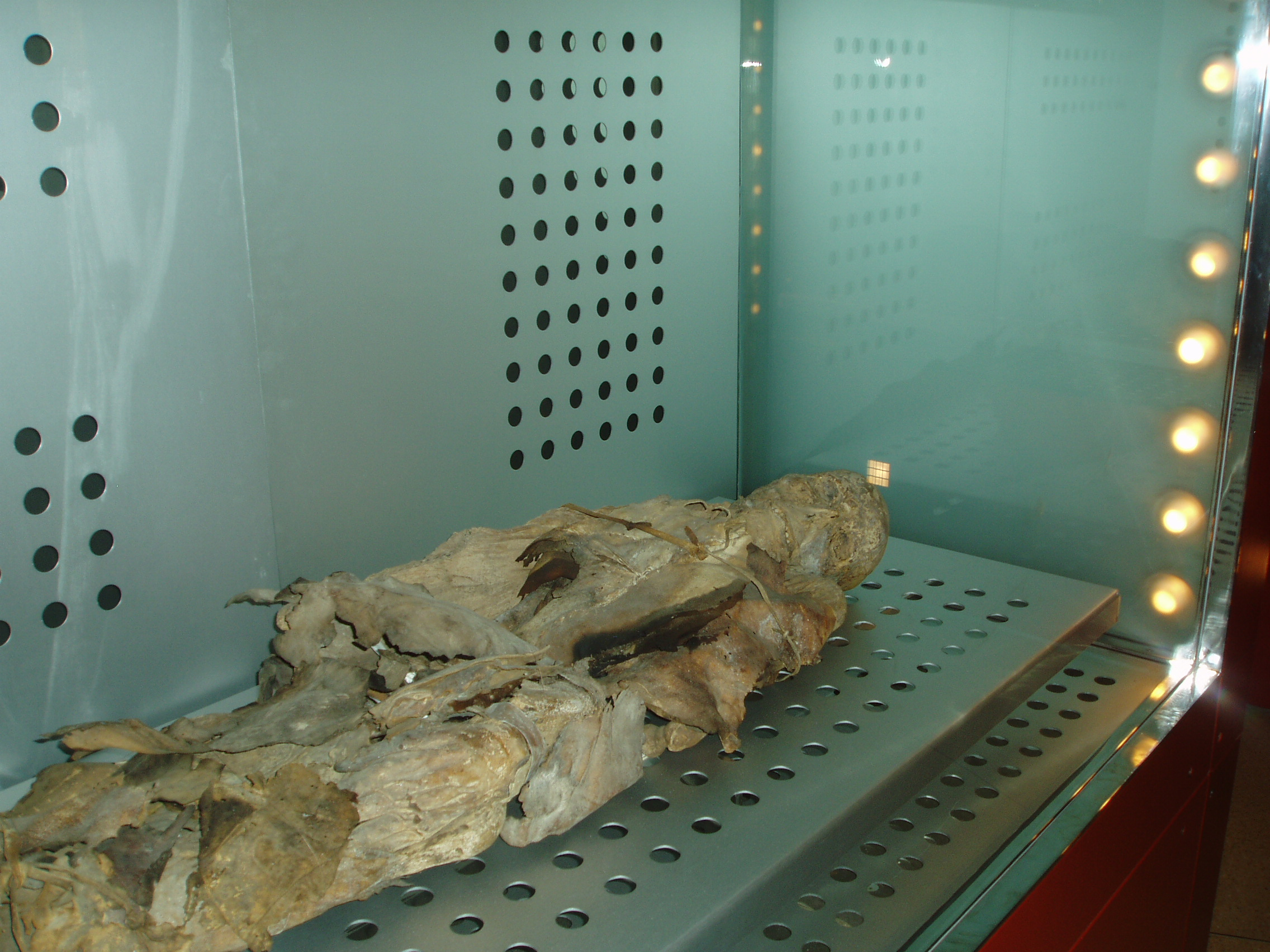
Mummia di San Andrés nel Museo della natura e dell'uomo

I Guanci, gli antichi abitanti delle Tenerife (isole Canarie, Spagna) mummificavano i loro morti.
Questa pratica preservava il corpo del defunto tramite tecniche di imbalsamazione simili a quelle eseguite in altre civiltà antiche. I loro scopi, legati al credo religioso, erano quelli di proteggere il corpo e di distinguere la rilevanza sociale dei singoli individui. Sebbene le mummie siano state trovate in tutte le isole Canarie, è sull'isola di Tenerife che ha raggiunto la sua massima espressione. Infatti, le ricerche attuali sostengono che la pratica della mummificazione nelle isole Canarie fosse concentrata esclusivamente sull'isola di Tenerife, mentre su isole come Gran Canaria e La Palma si è preservata piuttosto a causa di fattori ambientali.
Per molti aspetti la mummificazione dei Guanci era simile a quella praticata dagli antichi Egizi.
Il Museo di natura e archeologia (Museo Archeologico di Tenerife), a Santa Cruz de Tenerife, ha alcune di queste mummie, che per secoli sono state oggetto di raccolta e di curiosità scientifica in Europa.
I resti mummificati più antichi delle Isole Canarie risalgono al terzo secolo d.C. e furono rinvenuti a Tenerife.